# INIT 1984
O INIT 1984 é um vírus para computadores Macintosh que tenham o antigo sistema Mac OS. O vírus executa-se às sextas-feiras dia 13. O vírus foi descoberto e isolado em março de 1992. Infeta os ficheiros de arranque (INIT), modifica-os ou elimina-os no arranque de uma sexta-feira que seja dia 13.